# Juliana Harkavy
Juliana Jay Harkavy (New York City, 1985. január 1. –) amerikai színésznő. 
Fontosabb filmjei közé tartozik az Írd a karjára: Szeretnek! (2012), a  Delfines kaland (2013) és a Delfines kaland 2. (2014). A The CW A zöld íjász című szuperhős-sorozatában Dinah Drake-et alakította. Alisha szerepében feltűnt a  The Walking Dead-ben is.

## Fiatalkora és pályafutása
New Yorkban született, az 1985-ös év első napján. Felmenői közt magyar, orosz, kínai, dominikai és afrikai származásúak is találhatóak. Tíz éves kora óta színészkedik, első szerepeit reklámokban kapta gyerekként.
2016-ban beválogatták A zöld íjász 5. évadjába, Tina Boland nyomozónő szerepében. Később kiderült, a szereplő valódi neve Dinah Drake, álnevén Fekete Kanári. A 6. évadtól állandó szereplő lett. Drake-t vendégszereplőként a Flash – A Villám és A holnap legendái epizódjaiban is eljátszotta.

## Magánélete
2021 októberében hozzáment Alexander Meimand szetároshoz.[forrás?]

## Filmográfia

### Film
| Év   | Magyar cím                | Eredeti cím                                  | Szerep               | Megjegyzések            |
| ---- | ------------------------- | -------------------------------------------- | -------------------- | ----------------------- |
| 1995 | A kis hercegnő            | A Little Princess                            | lány Indiában        | stáblistán nem szerepel |
| 2005 |                           | Flushed                                      | groupie              | rövidfilm               |
| 2006 |                           | Love is Blind                                | Crystal              | rövidfilm               |
| 2006 | A szuper exnőm            | My Super Ex-Girlfriend                       | járókelő             | stáblistán nem szerepel |
| 2010 |                           | Whatever Lola Wants                          | Lola                 | rövidfilm               |
| 2011 | Delfines kaland           | Dolphin Tale                                 | Rebecca              |                         |
| 2011 |                           | If You Only Knew                             | Louise               |                         |
| 2012 | Írd a karjára: Szeretnek! | To Write Love on Her Arms                    | Jessie               | magyar hangja Hay Anna  |
| 2012 |                           | A Feeling from Within                        | Stacey               |                         |
| 2013 |                           | Finding Joy                                  | szép fiatal nő       |                         |
| 2014 |                           | Marriage Material                            | Madeline             |                         |
| 2014 | Delfines kaland 2.        | Dolphin Tale 2                               | Rebecca              |                         |
| 2014 |                           | Last Shift                                   | Jessica Loren rendőr |                         |
| 2015 |                           | Dusk                                         | Anne Whitmore        |                         |
| 2015 |                           | If Only                                      | Karina Diaz          | rövidfilm               |
| 2016 |                           | House of Bodies                              | Tisha                |                         |
| 2016 |                           | Below the Surface                            | Kelly                |                         |
| 2016 |                           | Annabelle Hooper and the Ghosts of Nantucket | Lillian Caulfield    |                         |
| 2017 |                           | The Things They Left Behind                  | ismeretlen szerep    | rövidfilm               |
| 2021 | Karácsonyi nyomozás       | Who Is Christmas Eve?                        | Pam                  |                         |

### Televízió
| Év        | Magyar cím                        | Eredeti cím         | Szerep                      | Megjegyzések                                                         |
| --------- | --------------------------------- | ------------------- | --------------------------- | -------------------------------------------------------------------- |
| 2010      | Glades – Tengerparti gyilkosságok | The Glades          | Amy                         | 1 epizód                                                             |
| 2011      |                                   | Big Mike            | Janette Ogilvy              | tévéfilm                                                             |
| 2013      | Graceland – Ügynökjátszma         | Graceland           | Alex                        | 1 epizód                                                             |
| 2013      | The Walking Dead                  | The Walking Dead    | Alisha                      | 2 epizód                                                             |
| 2014      | Constantine                       | Constantine         | Sarah                       | 1 epizód                                                             |
| 2017–2020 | A zöld íjász                      | Arrow               | Dinah Drake / Fekete Kanári | - visszatérő szereplő (5. évad) - főszereplő (6–8. évad) - 67 epizód |
| 2017      | Flash – A Villám                  | The Flash           | Dinah Drake / Fekete Kanári | 1 epizód                                                             |
| 2017–2020 | A holnap legendái                 | Legends of Tomorrow | Dinah Drake / Fekete Kanári | 2 epizód                                                             |

## Fordítás
- Ez a szócikk részben vagy egészben  a   Juliana Harkavy című angol Wikipédia-szócikk fordításán alapul.  Az eredeti cikk szerkesztőit annak laptörténete sorolja fel. Ez a jelzés csupán a megfogalmazás eredetét és a szerzői jogokat jelzi, nem szolgál a cikkben szereplő információk forrásmegjelöléseként.